# 227-я пехотная дивизия (вермахт)
227-я пехотная дивизия (нем. 227. Infanterie-Division) — тактическое соединение сухопутных войск нацистской Германии периода Второй мировой войны.

## Состав
- Штабная рота дивизии (2 пулемёта)
- 227-й (моторизованный) картографический взвод
- 328-й пехотный полк
  - Штабная рота полка
    - 1 взвод связи
    - 1 сапёрный взвод (3 ручных пулемёта)
    - 1 велосипедный взвод разведки
    - 1 полковой оркестр

  - 1-й, 2-й (велосипедный) и 3-й батальоны
  - 3 пехотные роты (12 ручных пулемётов, 3 ПТР и 2 50-мм миномёта)
  - 1 пулемётная рота (12 станковых пулемётов и 6 80-мм миномётов)
  - 13-я рота пехотных орудий (6 75-мм leIG)
  - 14-я (моторизованная) противотанковая батарея (4 ручных пулемёта, 12 37-мм пушек Pak 36)
- 366-й пехотный полк: то же, что и 328-й пехотный полк, но 1-й батальон на велосипедах
- 412-й пехотный полк: то же, что и 328-й пехотный полк, но 1-й батальон на велосипедах
- 227-й быстрый батальон
  - 1—4-й велосипедные эскадроны (1 50-мм миномёт, 2 станковых пулемёта, 2 80-мм миномёта, 3 ПТР, 12 ручных пулемётов на каждый)
  - 1 (моторизованная) противотанковая батарея (12 37-мм пушек Pak 36 и 6 ручных пулемётов)
  - 1 (моторизованная) тяжёлая рота
    - 1 взвод бронеавтомобилей (9 20-мм пушек и 21 ручной пулемёт)
    - 2 мотоциклетных взвода (4 станковых пулемёта и 4 ручных пулемёта на каждый)
    - 2 противотанковых взвода (3 37-мм Pak 36 и 1 ручной пулемёт на каждый)
    - 1 пионерский взвод (3 ручных пулемёта)
- 227-й артиллерийский полк
  - Штаб полка
  - 1 взвод связи
  - 1 метеорологический отряд
  - 1 полковой оркестр
  - 1—3-й дивизион, каждый в составе:
    - 1 взвод связи
    - 1 топографический отряд
    - 3 батареи (4 105-мм leFH и 2 ручных пулемёта)

  - 4-й дивизион,
    - 1 взвод связи
    - 1 топографический отряд
    - 3 батареи (4 150-мм орудия sFH и 2 ручных пулемёта)
    - 1 самоходная батарея (6 75-мм орудий (вероятно, штурмовых) и 3 ручных пулемёта)
- 227-й батальон связи
  - 1 (tmot) телефонная рота
  - 1 (моторизованная) радио рота
  - 1 (tmot) лёгкая колонна снабжения
- 227-й (tmot) пионерский батальон
  - 2 (tmot) пионерские роты (9 пулемётов на каждую)
  - 1 (моторизованная) пионерская рота (9 ручных пулемётов)
  - 1 (моторизованная) лёгкая инженерная колонна снабжения
- 227-й дивизионный отряд снабжения
  - 2/,4/,5/,6/,7/227-я лёгкая колонна снабжения (по 2 пулемёта на каждую)
  - 8/,9/,10/227-я лёгкая пехотная колонна снабжения
  - 227-й (моторизованный) взвод технического обслуживания (1 ручной пулемёт)
  - 227-я (tmot) лёгкая рота снабжения (6 ручных пулемётов)
- 227-я (моторизованная) хлебопекарная рота
- 227-я (моторизованная) мясная рота
- 227-я (моторизованная) дивизионная квартирмейстерская рота
- 227-я (моторизованная) медицинская рота (2 ручных пулемёта)
- 227-я (моторизованная) санитарная колонна
- 227-я ветеринарная рота (2 ручных пулемёта)
- 227-й (моторизованный) взвод военной полиции (2 ручных пулемёта)
- 227-я (моторизованная) полевая почта (1 ручной пулемёт)[1]